# خانه اکبر مقیمی نوبندگانی
خانه اکبر مقیمی نوبندگانی مربوط به دوره قاجار است و در شیراز، گذرسنگ سیاه، کوچه اسلاملو، پلاک ۱۵ واقع شده و این اثر در تاریخ ۱۰ خرداد ۱۳۸۲ با شمارهٔ ثبت ۸۶۶۴ به‌عنوان یکی از آثار ملی ایران به ثبت رسیده است.